# Роджер Холдсуорт
Роджер Холдсуорт (Roger Francis Holdsworth) (12 сентября 1935 – 6 февраля 2011) — бизнес-психолог, разработчик инструментов оценки и измерения индивидуально-психологических особенностей личности, психометрических методов оценки в управлении персоналом. Автор профессиональных личностных опросников Occupational Personality Questionnaires (OPQ или OPQ32), теста Verbal and Numerical Critical Reasoning , личностного опросника Dimensions , тестов способностей Elements и Aspects, мотивационно-ценностного опросника Drives. Являлся научным сотрудником и сооснователем секции психологии труда Британского психологического общества, а также приглашенным профессором Чжэцзянского университета в Ханчжоу (Китай).